# Reidar Horghagen

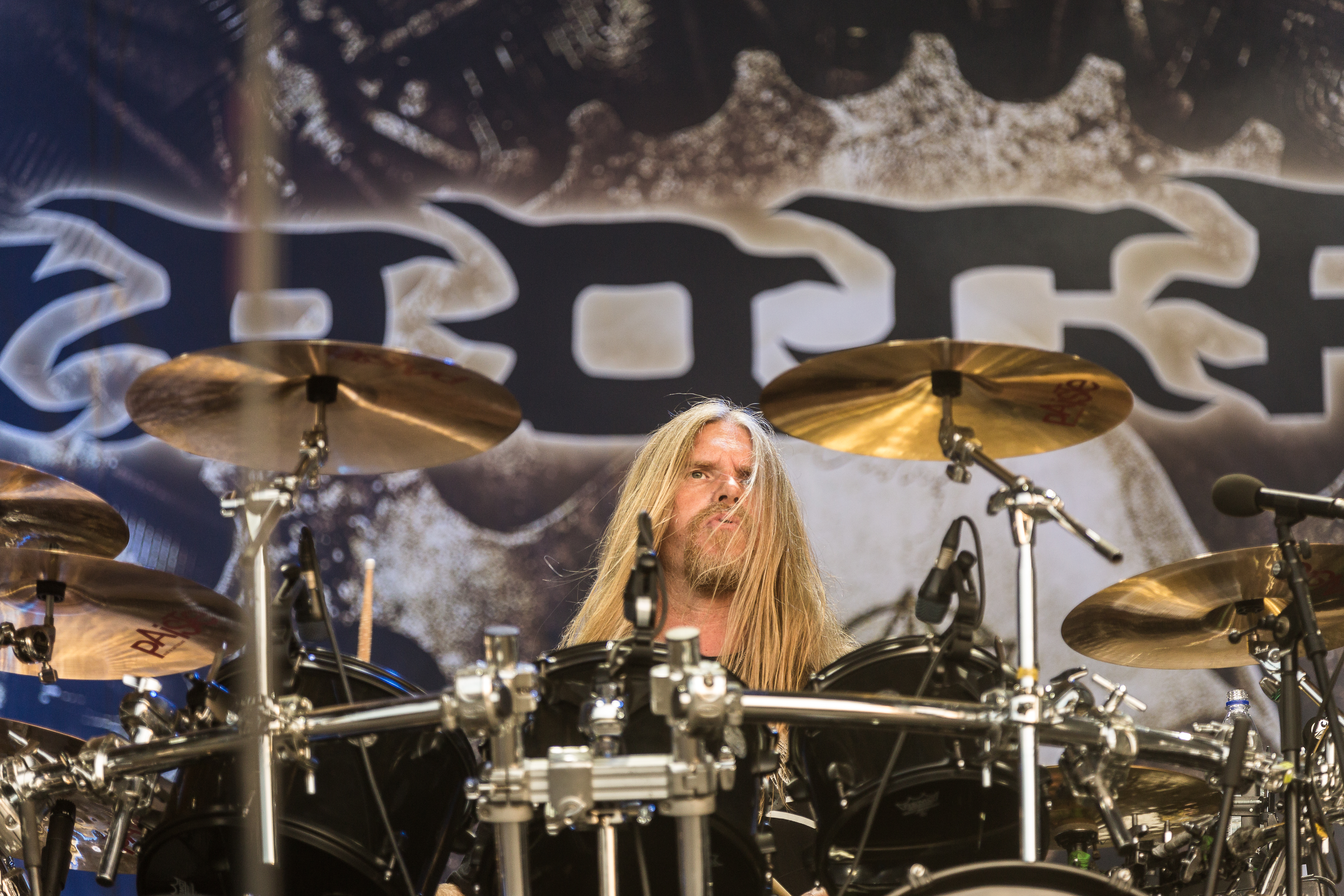
Reidar Horghagen, live mit Hypocrisy beim Rockharz Open Air 2019

Reidar „Horgh“ Horghagen ist ein norwegischer Heavy-Metal-Schlagzeuger. Er wurde vor allem durch sein Engagement bei Immortal bekannt, spielte lange Zeit auch für Hypocrisy und gründete Grimfist.

## Leben
Für die Aufnahmen von Blizzard Beasts 1996 trat Horghagen der Band Immortal bei, mit der er später auch At the Heart of Winter aufnahm. Nach einem Gerichtsverfahren 2014 (mit Abbath als Prozessgegner) wurden ihm gemeinsam mit Harald Nævdal („Demonaz“) die Nutzungsrechte am Bandnamen zugesprochen. Bei einem weiteren Verfahren 2020 (mit Demonaz als Prozessgegner) wurde ihm dieses Recht bestätigt.
2001 gründete er die Band Grimfist, die es auf zwei Alben 2003 und 2005 brachte.
Von 2004 bis April 2022 war der Schlagzeuger Teil der schwedischen Death-Metal-Band Hypocrisy. Mit deren Bandleader Peter Tägtgren war er zuvor als Live-Musiker für dessen Projekt Pain aktiv gewesen.

## Diskografie
(nur Studioalben)

### Mit Immortal
- 1997: Blizzard Beasts
- 1999: At the Heart of Winter
- 2000: Damned in Black
- 2002: Sons of Northern Darkness
- 2009: All Shall Fall
- 2018: Northern Chaos Gods

### Mit Grimfist
- 2003: Ghouls of Grandeur
- 2005: 10 Steps to Hell

### Mit Hypocrisy
- 2005: Virus
- 2009: A Taste of Extreme Divinity
- 2013: End of Disclosure
- 2021: Worship